# Веселе (село, Каховський район)
Весе́ле — село в Україні, у Рубанівській сільській громаді Каховського району Херсонської області. Населення становить 75 осіб. 24 лютого 2022 року село тимчасово окуповане російськими військами під час російсько-української війни.

## Населення
Згідно з переписом УРСР 1989 року чисельність наявного населення села становила 74 особи, з яких 35 чоловіків та 39 жінок.
За переписом населення України 2001 року в селі мешкало 75 осіб.

### Мова
Розподіл населення за рідною мовою за даними перепису 2001 року:
| Мова       | Відсоток |
| ---------- | -------- |
| українська | 98,67 %  |
| російська  | 1,33 %   |